# Ecologista (revista)
La revista El Ecologista se comenzó a publicar en 1979 siguiendo una línea ecologista y contracultural. Tras su desaparición, en 1993 se creó Gaia, que sería convertida de nuevo en Ecologista, ya sin artículo, en 1999 tras la fundación de la confederación estatal Ecologistas en Acción, quien la edita actualmente. A lo largo de su trayectoria ha sido considerada como uno de los referentes del ecologismo español. 
Es miembro de ARCE (Asociación de Revistas Culturales de España) y FIRC (Federación Iberoamericana de Revistas Culturales). 

## Evolución

### El Ecologista
Surgida en 1979 a partir de 34 colectivos y organizaciones ecologistas, junto a muchos miembros individuales, el consejo de redacción lo constituían activistas de los movimientos sociales muy permeables a diferentes sensibilidades, dónde el ecologismo se imbricaba con tendencias libertarias, marxistas, feminista, etc. El enfoque no fue conservacionista, sino que su óptica fue más urbana y contracultural. Sus temas principales, expuestos en artículos que destilaban ironía, fueron el reciclaje, la movilidad, la contaminación, el antimilitarismo o la ciudad, así como una crítica radical al capitalismo y proponiendo alternativos. En uno de sus primeros números exponían tesis tan avanzadas como los límites del crecimiento, que remite directamente al Decrecimiento. Sin embargo esta publicación no duró más allá de 11 números.

### Gaia (1993-99)
Tras la desaparición de El Ecologista años antes, se creó Gaia con el objetivo de unificar todas las publicaciones y boletines de las organizaciones que componían la CODA (Coordinadora de Organizaciones de Defensa Ambiental)  una nueva publicación con un enfoque más ambientalista e internacional. Además, pasó a publicar artículos de la histórica The Ecologist.

### De nuevoEcologista(desde 1999)
Con la creación de la confederación estatal Ecologistas en Acción se decide dar continuidad a Gaia pero recuperando el nombre de Ecologista, ya sin artículo, como publicación de la organización. 
A lo largo de sus 68 páginas a todo color ha tratado y trata los temas de más interés sobre el medio ambiente desde la óptica de la ecología social.